# Örtspindelskinn
Örtspindelskinn (Athelia pyriformis) är en svampart som först beskrevs av Mads Peter Christiansen, och fick sitt nu gällande namn av Jülich 1972. Athelia pyriformis ingår i släktet Athelia och familjen Atheliaceae.   Inga underarter finns listade i Catalogue of Life.
I den svenska databasen Dyntaxa används istället namnet Eonema pyriforme för samma taxon. Arten är reproducerande i Sverige.

## Galleri

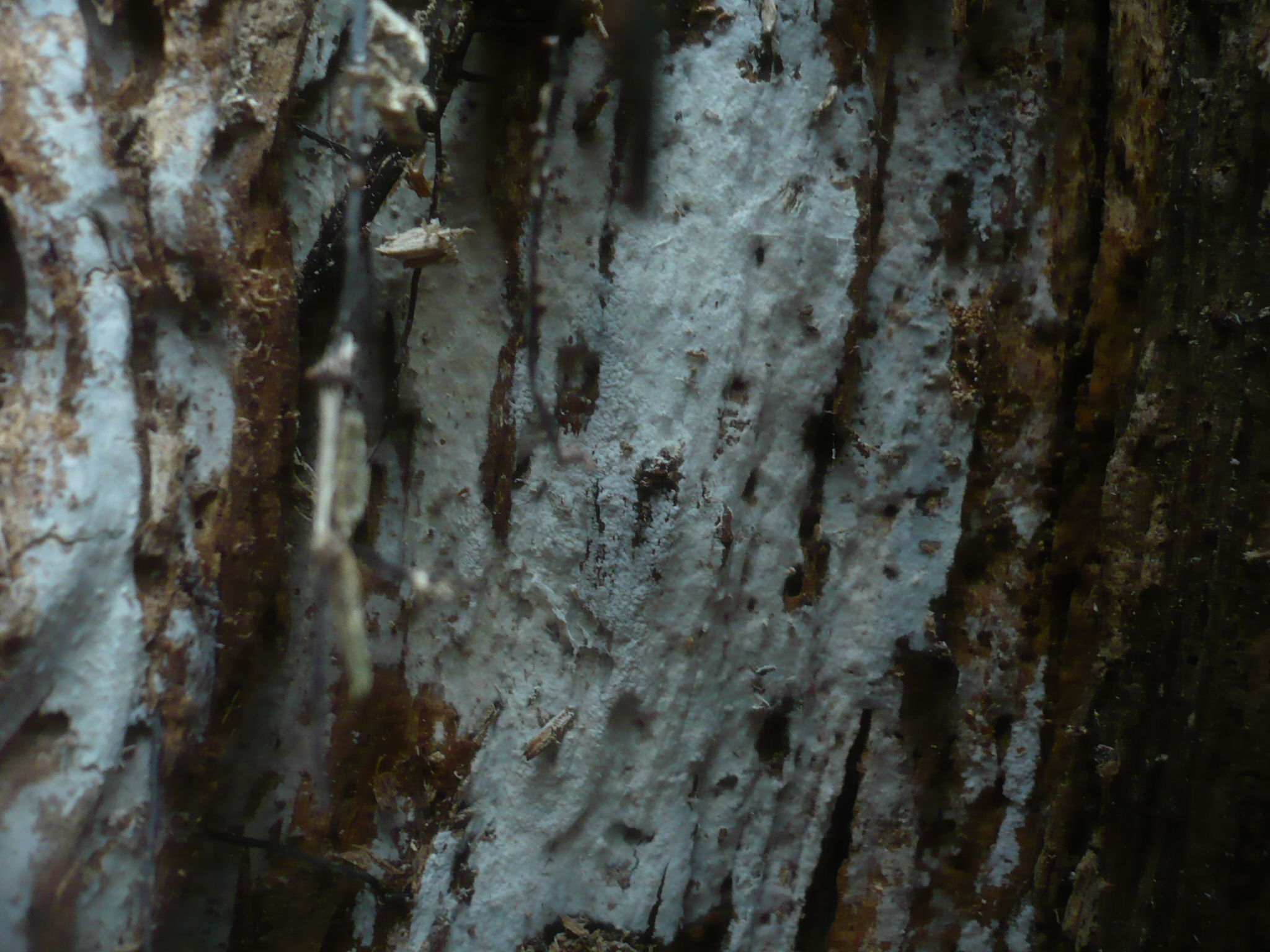
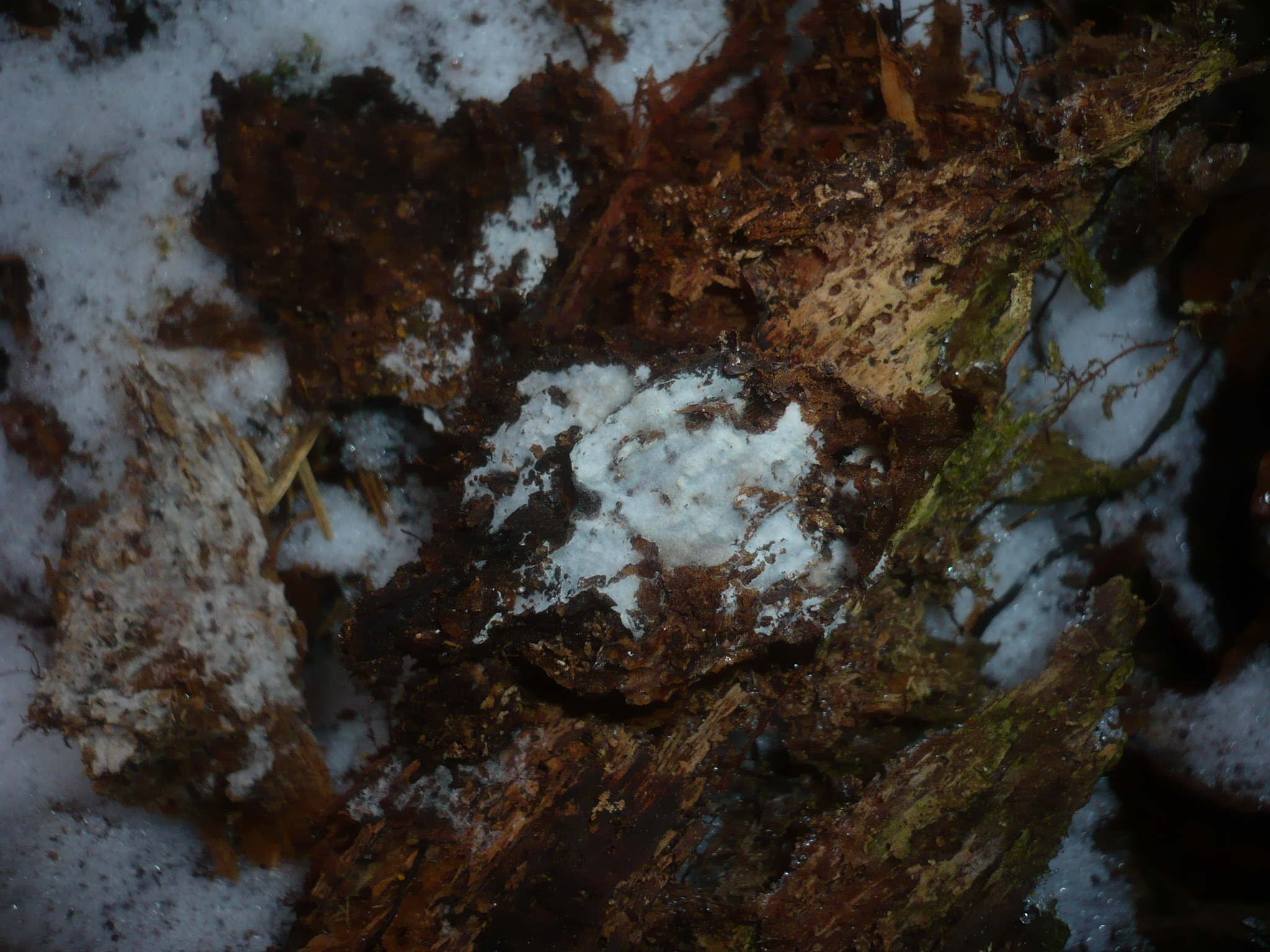
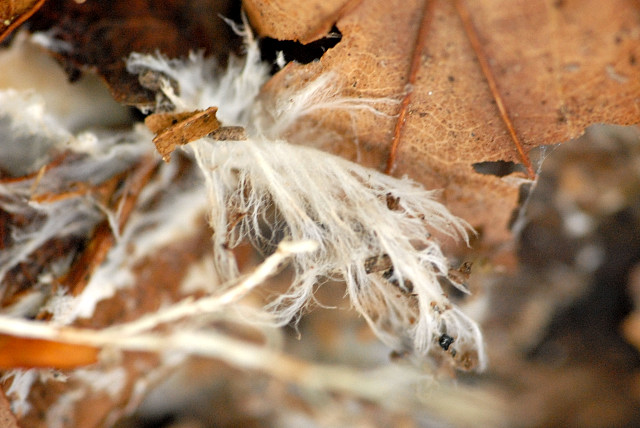
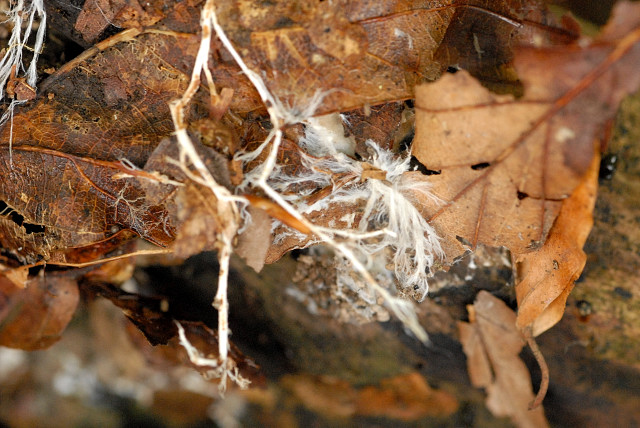